# Can Ricart (el Raval)
Can Ricart era un conjunt d'edificis situat als carrers de Sant Oleguer, de les Tàpies i de Sant Pau del barri del Raval de Barcelona, conservat parcialment.

## Història i descripció

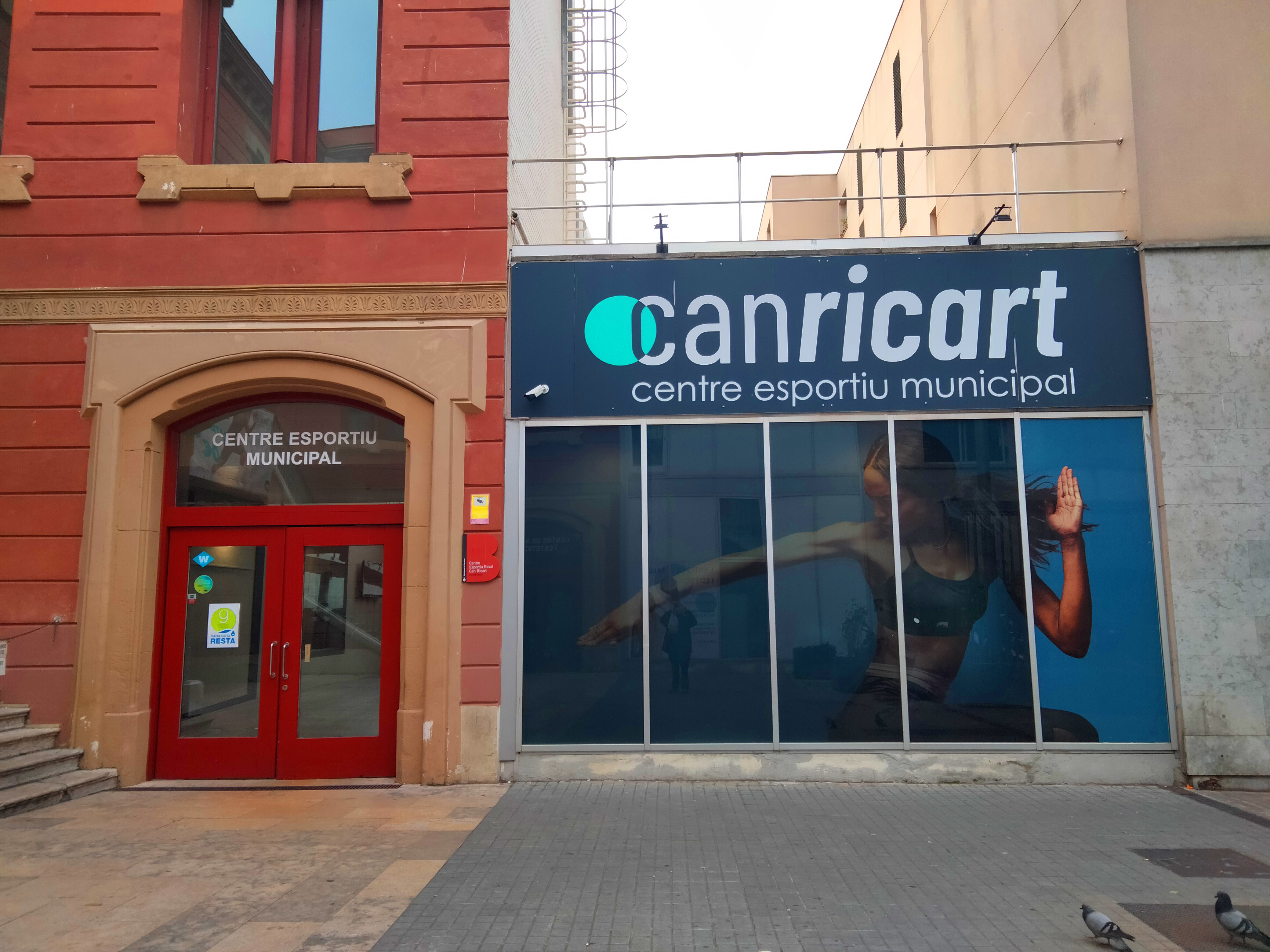
Detall de l'entrada al centre esportiu municipal de Can Ricart

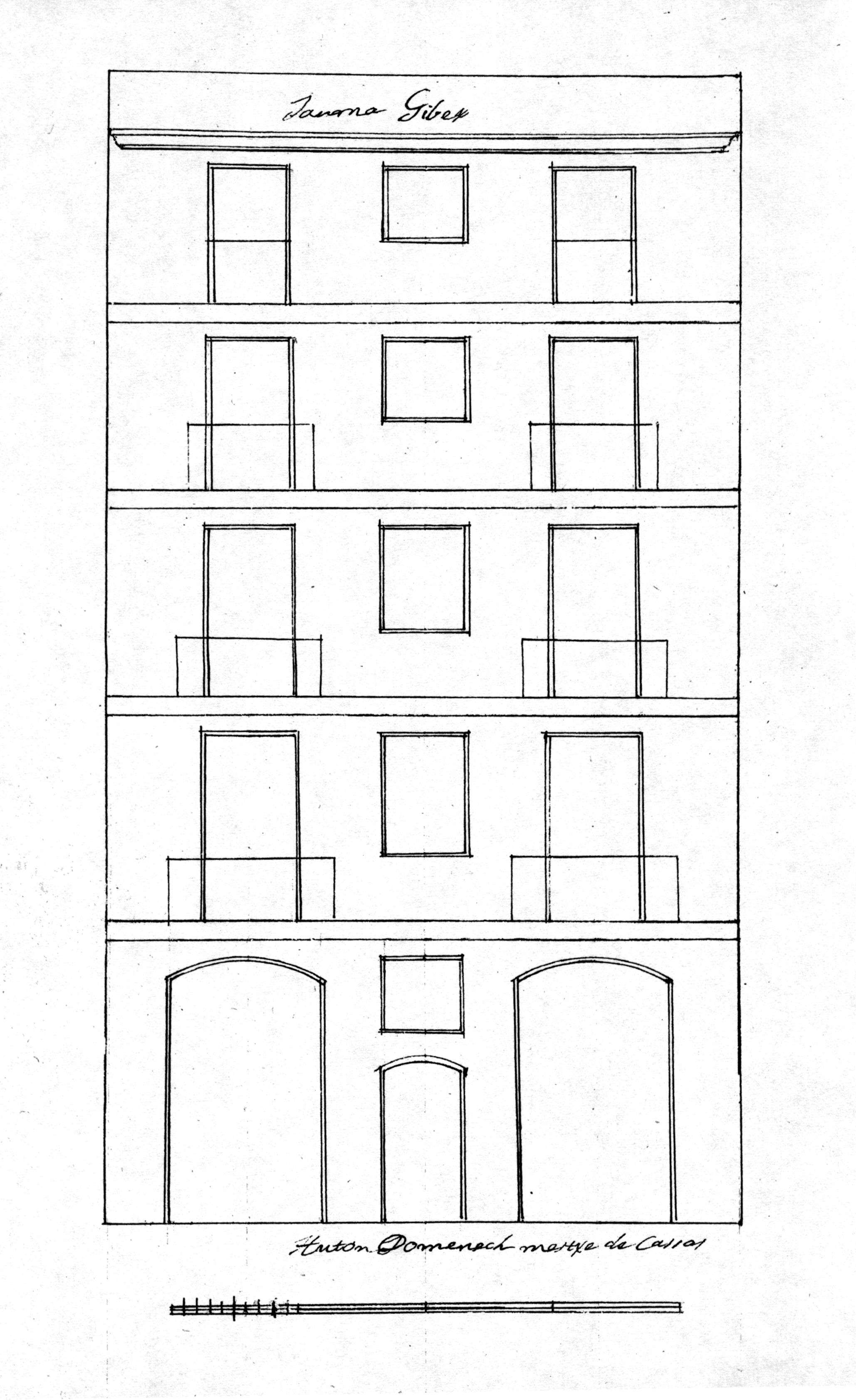
Casa de Jaume Gibert al carrer de Sant Oleguer, 10 (projecte del 1796)

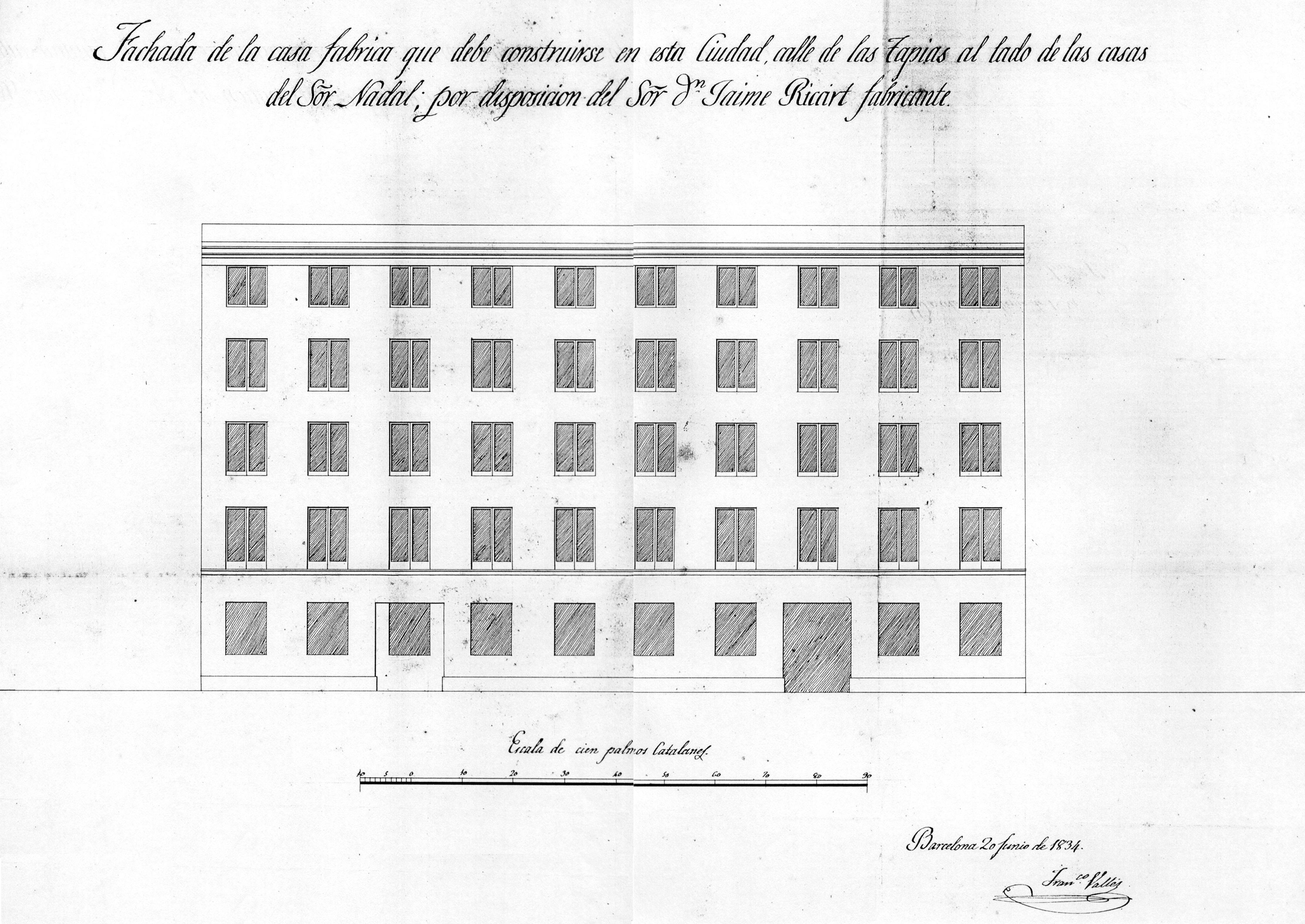
Fàbrica de Jaume Ricart al carrer de les Tàpies, 4 (projecte del 1834)

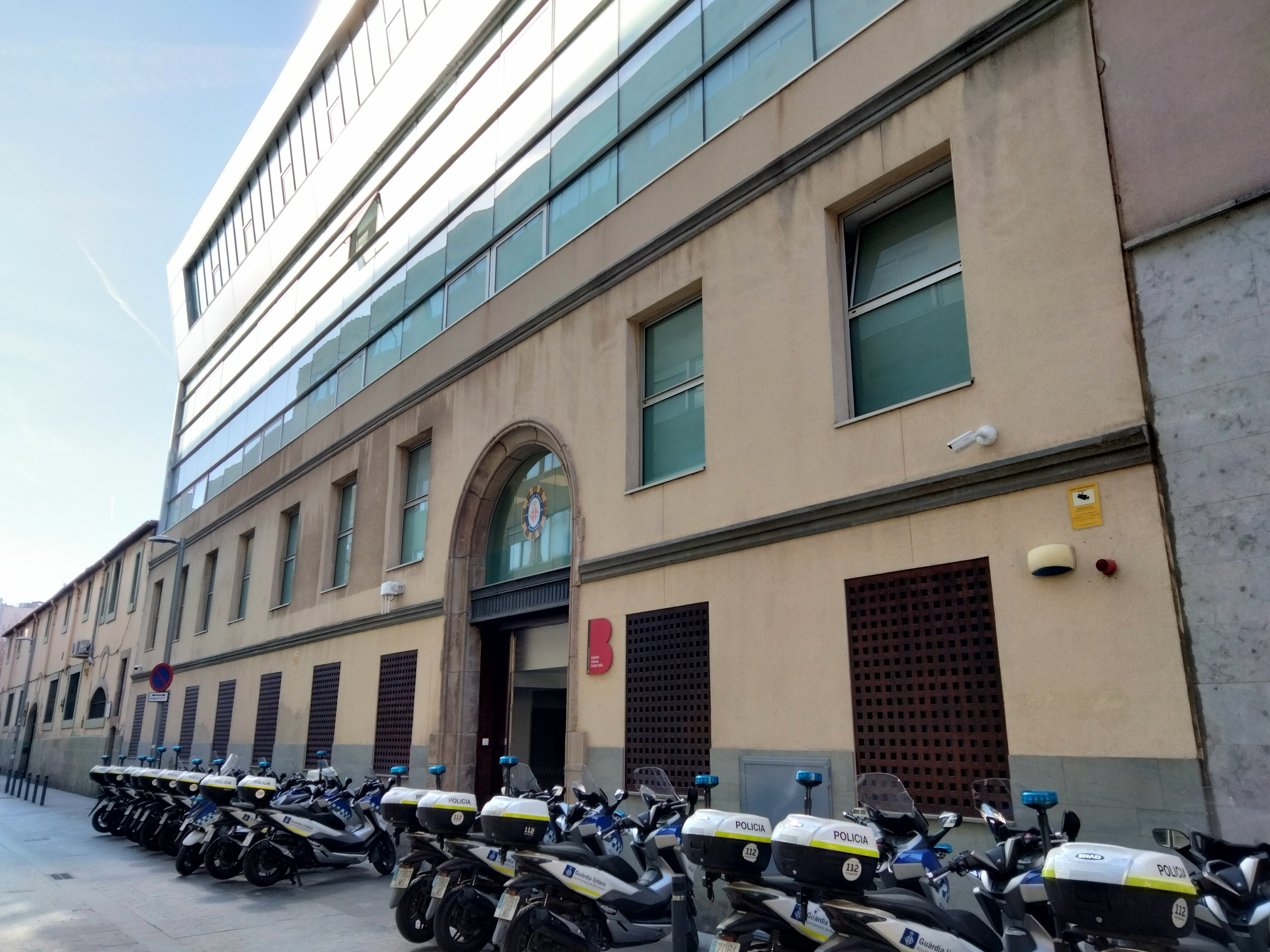
Detall dels baixos i el primer pis de l'antiga façana del carrer de les Tàpies, a l'actual comissaria de la Guàrdia Urbana

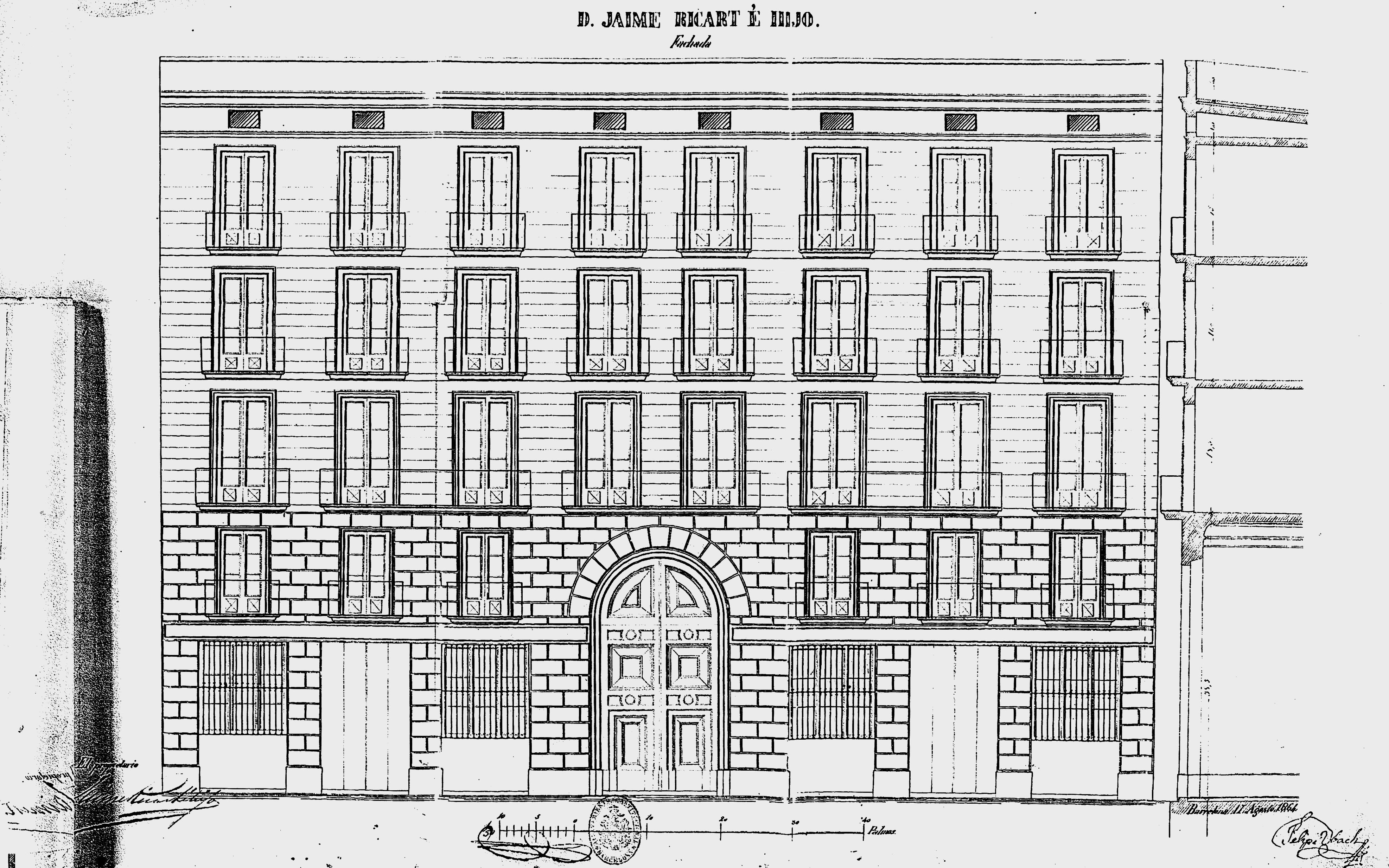
Façana al carrer de Sant Pau, 83

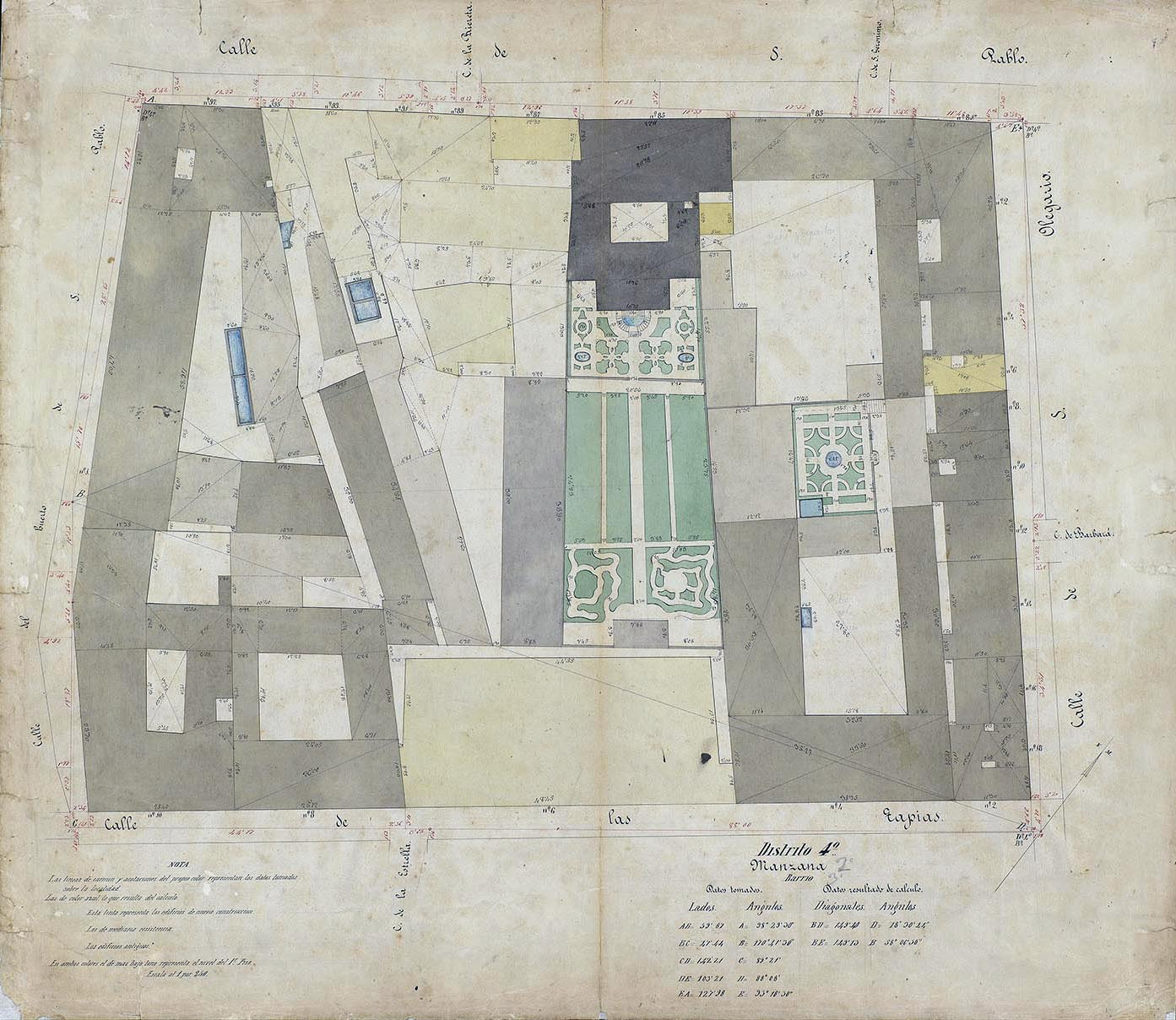
Quarteró núm. 89 de Garriga i Roca (c. 1860)

El 1796, el moliner Jaume Gibert i Martí va adquirir en emfiteusi un terreny al carrer de Sant Oleguer a Tomàs Puig, i tot seguit, va demanar permís per a construir-hi una casa de planta baixa i quatre pisos segons el projecte del mestre de cases Anton Domènech. El 1827, la seva vídua Maria Abril va adquirir una part de la veïna fàbrica d'indianes de Pau i Jacint Ramon, on el seu fill Francesc Gibert i Abril va fer construir una casa-fàbrica de planta baixa i tres pisos amb façana al carrer de les Tàpies (tot i que no abastava tota l'amplada de la parcel·la), segons el projecte del mestre de cases Miquel Bosch i Camps.
El 1834, ja morts Maria Abril i Francesc Gibert i Abril, el fabricant de filats de cotó Jaume Ricart i Guitart, natural de Casserres (Berguedà) i casat amb Rosa Gibert i Abril, va demanar permís per a construir-hi un nou edifici de planta baixa i quatre pisos, segons el projecte de l'arquitecte Francesc Vallès i Cuchí. Aquesta fàbrica, que va ser la primera a Barcelona en tenir una estructura interior de jàsseres de fusta sobre columnes de fosa, ja devia estar acabada el 1835, quan el fabricant va demanar permís per a instal·lar-hi una màquina de vapor de 30 CV. Fins al 1844 només era una filatura de cotó, però a partir d'aleshores amplià la seva activitat amb el tissatge. La marca de fàbrica conservada a l'Arxiu Històric de la Ciutat mostra una «quadra» de 5 plantes d'alçada a mig construir a la banda del carrer de Sant Oleguer, un gran pati de treball, a la dreta del qual i tocant al carrer de les Tàpies estava situada la «quadra» de filats, i darrera el recinte de les calderes amb una xemeneia.
Segons les «Estadístiques» del 1850, la fàbrica tenia 7.004 fusos de filar (la major part en màquines mule-jennies) i 60 telers mecànics, amb 222 obrers al seu servei. El 1858, Ricart constituí la societat Jaume Ricart i Fill amb el seu primogènit Frederic Ricart i Gibert, que el 1859 va heretar el títol de marquès de Santa Isabel del seu oncle Jaume Gibert i Abril, resident a Madrid i tresorer general de la Casa Reial i del Patrimoni de la reina Isabel II. Segons els seus biògrafs, Frederic Ricart va ser l'impulsor de la dispersió geogràfica i l'especialització dels centres de producció de la companyia, que el 1862 va traslladar el tissatge a Manresa, on tenia 110 telers mecànics i 100 obrers, mantenint la filatura al Raval, amb 31 cardes, 7.560 fusos i 110 obrers, i els estampats a Sant Martí de Provençals, amb un establiment de blanqueig, 3 cilindres d'estampar, una perrotina i 56 obrers. Un cop traslladada la filatura a Manresa el 1864, la fàbrica del Raval va ser llogada a diversos industrials.
El 1862, la part que restava de l'antiga fàbrica de Jacint Ramon va ser posada en subhasta, i el 1864 va ser adquirida per 33.000 duros per Jaume Ricart i Guitart, com a representant de la societat Jaume Ricart i Fill, que hi va fer construir un nou edifici de planta baixa, entresol i tres pisos, estructurat al voltant d'un pati central cobert amb una claraboia, segons el projecte del mestre d'obres Felip Ubach. El 1866, Jaume Ricart i Fill va fer fallida, i la majoria dels seus creditors van constituir la societat comanditària Ricart i Cia, dirigida per Frederic Ricart i que va llogar per 10 anys el cos annex destinat a despatx i magatzem de gèneres, que no figurava en els plànols presentats a l'Ajuntament.
Jaume Ricart va morir el 1872, i el 1875, després d'haver adquirit les altres 2/3 parts de la propietat (per herència de la seva mare els corresponia 1/3), els germans Ricart i Gibert van encarregar la reforma i ampliació de l'edifici del carrer de Sant Oleguer al mestre d'obres Josep Fontserè i Mestre, que va construir un cos annex a l'interior d'illa i paral·lel al carrer, a més d'un nou edifici destinat a despatx i magatzem («Sala de Vendes»). Aquesta reforma va comportar l'enderrocament d'una part de l'antiga fàbrica, la resta de la qual va ser venuda el 1876 al propietari del Diario de Barcelona, Antoni Brusi i Ferrer. Tot seguit, l'impressor del diari, Francesc Gabanyach, hi va fer instal·lar una nova màquina de vapor segons els plànols del mateix Fontserè i de l'enginyer industrial Conrad Sintas i Orfila.
El 1877, Ricart i Cia es va presentar a l'Exposició de Productes catalans celebrada aquell any, i van traslladar el despatx i el magatzem al carrer de Sant Oleguer. El mateix Fontserè va ser l'autor d'una residència senyorial al passeig de Sant Joan per a Frederic Ricart, que va morir el 1883 sense veure acabada l'obra. Aleshores, el negoci va quedar en mans del seu fill Felip Ricart i Fernández de Còrdoba i el seu germà Jaume Ricart i Gibert. El 1879, la filatura de Manresa es traslladà a la vora del Llobregat, on llogaren una part de la fàbrica i del salt d'aigua dels Borràs al terme de Castellbell i el Vilar, però l'arrendament es va cancel·lar al començament del segle xx, quedant com a única fàbrica la de Sant Martí de Provençals, amb una producció de 6 milions de metres anuals.
Amb el tombant de segle, Jaume Ricart es retirà del negoci, quedant Felip en solitari al capdavant. Cap al 1913, aquest vengué l'empresa a Eusebi Bertrand i Serra, que la mantingué amb el nom de Filatures Ricart SA fins que la va absorbir definitivament el 1925.
L'edifici del carrer de Sant Oleguer va ser enderrocat a finals del segle xx, salvant-se però la «Sala de Vendes», que fou rehabilitada per a allotjar-hi un gimnàs i està catalogada com a bé amb elements d'interès (categoria C). És un saló de doble alçada amb columnes de fosa i bigues de ferro, on s'observa una gran cura en el disseny i realització dels elements seriats, com la barana perimetral de ferro forjat de la galeria, amb un mòdul a base de línies ondulades centrades per l'anagrama que inclou les inicials RC (Ricart i Companyia). A la documentació era descrit com un «edificio para despacho de sala de ventas y escritorio […] y que se compone de bajos, un piso alto con una galería interior y terrado, con algunas dependencias laterales, siendo el ingreso de dicho despacho por una escalera de doble tramo construida en el patio que se halla entre el mismo y la antedicha casa, cuyo patio zaguan está cubierto con una claraboya de cristales [blaus per a filtrar la llum solar i així no alterar el color del cotó]»
La fàbrica del carrer de les Tàpies, va ser adquirida per REGESA, empresa mixta del Consell Comarcal del Barcelonès, per a convertir-la en la seva seu, i només s'ha conservat una part de la façana al nivell de la planta baixa i el primer pis. Des del novembre del 2022 hi ha una comissaria de la Guàrdia Urbana.